# Morte da Virgem (Van der Goes)
A Morte da Virgem é uma pintura a óleo sobre carvalho do pintor flamengo Hugo van der Goes, datada de c 1472–80. A pintura mostra a Virgem Maria no seu leito de morte rodeada pelos Doze Apóstolos. A cena vai buscar muitas influências do trabalho do século XII de Jacobus de Voragine, Legenda aurea, que relata como os apóstolos chegaram, a pedido de Maria, por nuvens acompanhados de anjos, a uma casa perto do Monte Sião para estarem com ela nos seus últimos três dias. Ao terceiro dia, Jesus apareceu por cima da sua cama numa auréola de luz, rodeado por anjos, para receber a sua alma quando o seu nome foi mencionado.